# Гнусино
Гну́сино — деревня в муниципальном образовании «Город Киров» Кировской области России.

## География
Расположена в центральной части области по берегу реки Вятки и у Чёрного озера.

## История
Находится в Первомайском районе Кирова. Ранее входила в Порошинский сельский округ (ранее Слободской район).

## Население
| 2010 |
| ---- |
| 581  |

## Транспорт
Соседствует с автотрассой Р-243 и развязкой на Киров.

## Персоналии
- Кассин, Николай Григорьевич (1885—1949) — русский и советский геолог.